# Онор (Мичиген)
Онор (енгл. Honor) град је у америчкој савезној држави Мичиген.

## Демографија
По попису из 2010. године број становника је 328, што је 29 (9,7%) становника више него 2000. године.
| Група             | 2000.       | 2010.       |
| Белци             | 256 (85,6%) | 299 (91,2%) |
| Афроамериканци    | 0 (0,0%)    | 1 (0,3%)    |
| Азијати           | 2 (0,7%)    | 1 (0,3%)    |
| Хиспаноамериканци | 10 (3,3%)   | 8 (2,4%)    |
| Укупно            | 299         | 328         |